# Melese Nberet
Melese Nberet (* 29. Januar 2001) ist ein äthiopischer Leichtathlet, der sich auf den Mittelstreckenlauf spezialisiert hat.

## Sportliche Laufbahn
Erste internationale Erfahrungen sammelte Melese Nberet im Jahr 2017, als er bei den U18-Weltmeisterschaften in Nairobi in 1:47,12 min die Goldmedaille im 800-Meter-Lauf gewann. Im Jahr darauf startete er bei den Olympischen Jugendspielen in Buenos Aires und gewann dort die Bronzemedaille in einem Kombinationswettkampf über 1500 Meter und Crosslauf. Auch bei den Afrikanischen Jugendspielen zuvor in Algier gewann er in 3:49,70 min die Bronzemedaille über 1500 Meter. 2019 gewann er dann bei den Juniorenafrikameisterschaften in Abidjan in 3:49,64 min die Bronzemedaille im 1500-Meter-Lauf. 2021 qualifizierte er sich über 800 m für die Olympischen Spiele in Tokio, bei denen er aber mit 1:47,80 min bereits in der ersten Runde ausschied. 2025 kam er bei den Hallenweltmeisterschaften in Nanjing mit 4:05,04 min nicht über den Vorlauf über 1500 Meter hinaus.
2021 wurde Nberet äthiopischer Meister im 1500-Meter-Lauf.

## Persönliche Bestleistungen
- 800 Meter: 1:45,05 min, 20. Juni 2021 in Chorzów
  - 800 Meter (Halle): 1:51,90 min, 13. Februar 2018 in Sabadell
- 1500 Meter: 3:31,82 min, 9. Juli 2021 in Monaco
  - 1500 Meter (Halle): 3:37,77 min, 15. Februar 2025 in Lyon
  - 2000 Meter (Halle): 5:07,54 min, 10. Februar 2024 in Liévin